# Everyone Nose (All the Girls Standing in the Line for the Bathroom)
Everyone Nose (All the Girls Standing in the Line for the Bathroom) è un brano musicale del gruppo musicale statunitense N.E.R.D, estratto come primo singolo dall'album Seeing Sounds.
Il video musicale prodotto per Everyone Nose (All the Girls Standing in the Line for the Bathroom) è stato diretto dalla regista Diane Martel.

## Tracce
Digital single
1. Everyone Nose (All the Girls Standing in the Line for the Bathroom) – 3:49

United Kingdom CD single
1. Everyone Nose (All the Girls Standing in the Line for the Bathroom) – 3:27
2. Spaz – 3:50

Remix Single
1. Everyone Nose (Remix) (Clean) feat. Kanye West, Lupe Fiasco and Pusha T – 3:53
2. Everyone Nose (Remix) (Instrumental) – 3:49
3. Everyone Nose (Remix) feat. Kanye West, Lupe Fiasco and Pusha T – 3:53

## Classifiche
| Classifica  | Posizione più alta |
| ----------- | ------------------ |
| Giappone    | 17                 |
| Regno Unito | 41                 |